# Overveen
Overveen is een dorp in de gemeente Bloemendaal, ten westen van de stad Haarlem, in de Nederlandse provincie Noord-Holland. Overveen telde in 2023 ruim 4.560 inwoners.
Overveen heette oorspronkelijk Tetterode. Vroeger waren er in Overveen veel blekerijen en brouwerijen vanwege het schone duinwater. Deze waren voor een groot deel in handen van de familie Gehrels. Veel straatnamen in het dorp herinneren hier nog aan. Ook is er een buurt genaamd 'Blekersveld'.

## Bekende gebouwen en locaties

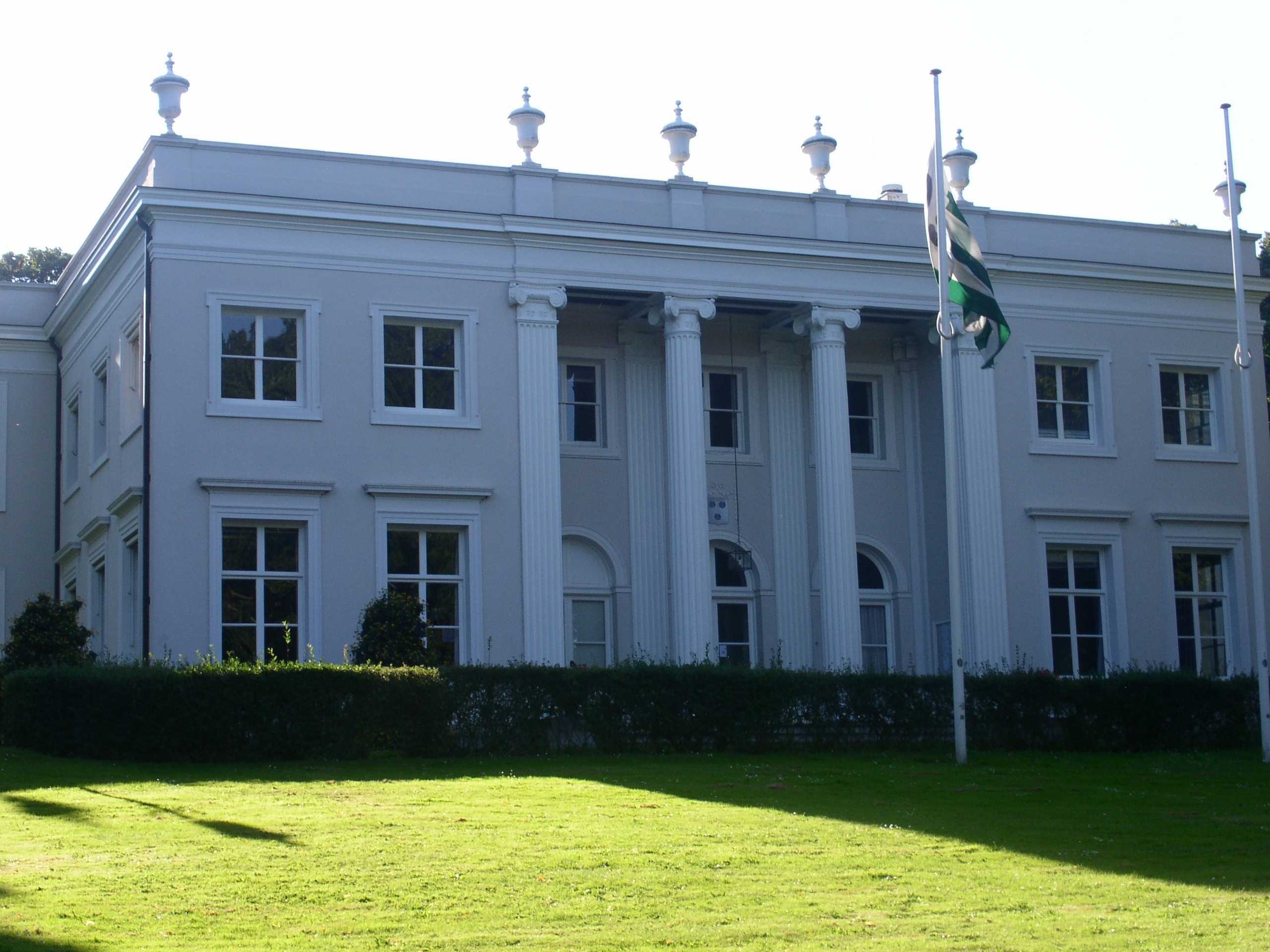
Gemeentehuis Bloemendaal.

Het bekendste gebouw van Overveen is waarschijnlijk het Gemeentehuis Bloemendaal, dat lokaal ook wel "het Suikerpaleis" wordt genoemd, vanwege de witte kleur.
In Overveen ligt station Overveen; de enige halte aan de spoorlijn Haarlem - Zandvoort. Er stoppen minimaal twee treinen per uur in beide richtingen. Het sinds 1996 onbemande station heeft een groot eilandperron waaraan de treinen kunnen stoppen.
Elswout, even ten zuiden van de dorpskern, is een landgoed dat in de Gouden Eeuw is aangelegd als Franse tuin. Later is het park opnieuw aangelegd in de Engelse landschapsstijl en nog enkele keren uitgebreid en aangepast. Elswout was de opnamelocatie van de komische televisieserie Loenatik.

Elswout is opengesteld voor het publiek.
De Zeeweg is een doorgaande, provinciale weg van Overveen naar Bloemendaal aan Zee. Deze weg was ooit modern opgezet met gescheiden rijstroken. Door het toegenomen autoverkeer richting Zandvoort is de capaciteit soms ontoereikend. Aan de Zeeweg ligt de Eerebegraafplaats Bloemendaal, begraafplaats van bijna 350 Nederlandse verzetsstrijders uit de Tweede Wereldoorlog. Ook is aan de Zeeweg de toegang tot het Nationaal Park Zuid-Kennemerland. Het daar aanwezige bezoekerscentrum 'Van vloedlijn tot binnenduin' bevat tal van fraaie panorama's van het duinlandschap bij Overveen.

## Sport en recreatie
Door deze plaats loopt de Europese wandelroute E9, ter plaatse ook Noordzeepad of Hollands Kustpad geheten. Ook zijn er in Overveen tennisvelden, een sportschool en een zwembad.

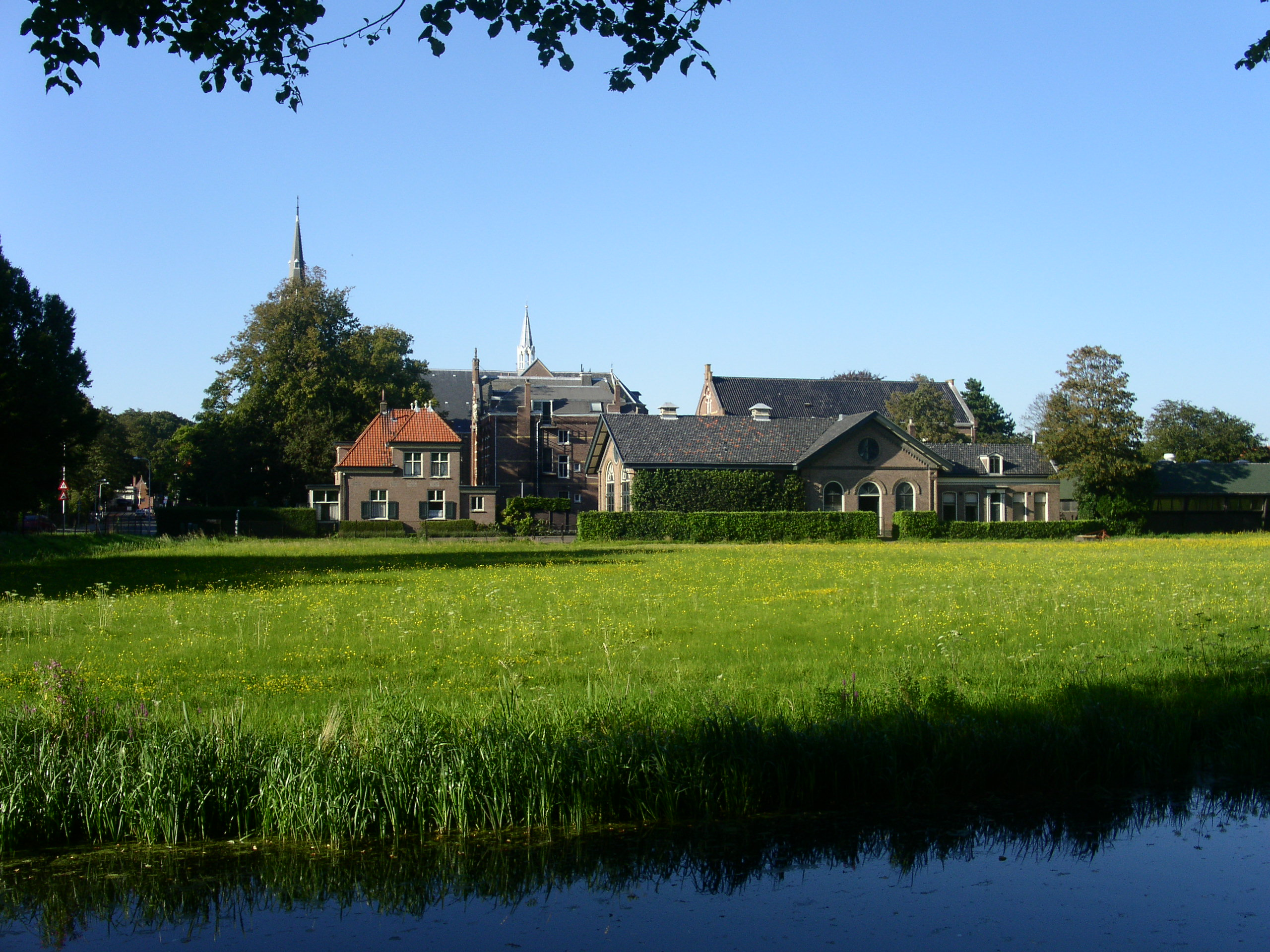
Landschap Overveen
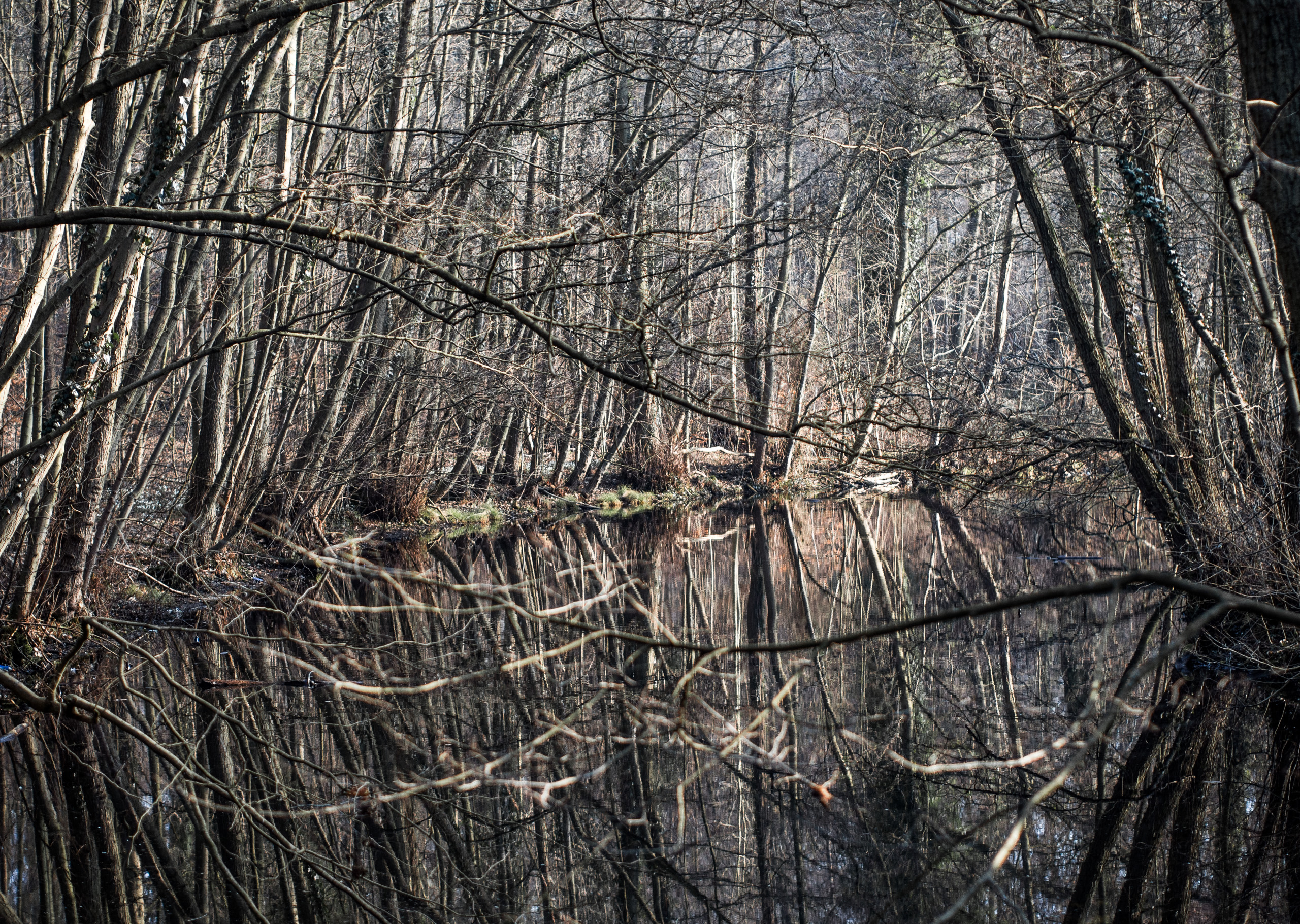
Brouwerskolkpark in Overveen

## In de media
De zusters Karamazov uit het gelijknamige nummer van Drs. P woonden in Overveen ("In Overveen, telden zij hun dagen bijeen.").

## Geboren
- Jan Hendrik de Waal Malefijt (1852-1931), politicus
- Jeannette Donker-Voet (1907-1979), dierenarts
- Eugène Roosegaarde Bisschop (1916-1999), pianist
- John Lanting (1930-2018), acteur
- Dik Box (1947), beeldhouwer, kinetisch kunstenaar
- Giel ten Bosch (1974), honkballer en journalist

## Woonachtig (geweest)
- Willem van Hanegem, voetballer en voetbaltrainer